# 熱海御用邸

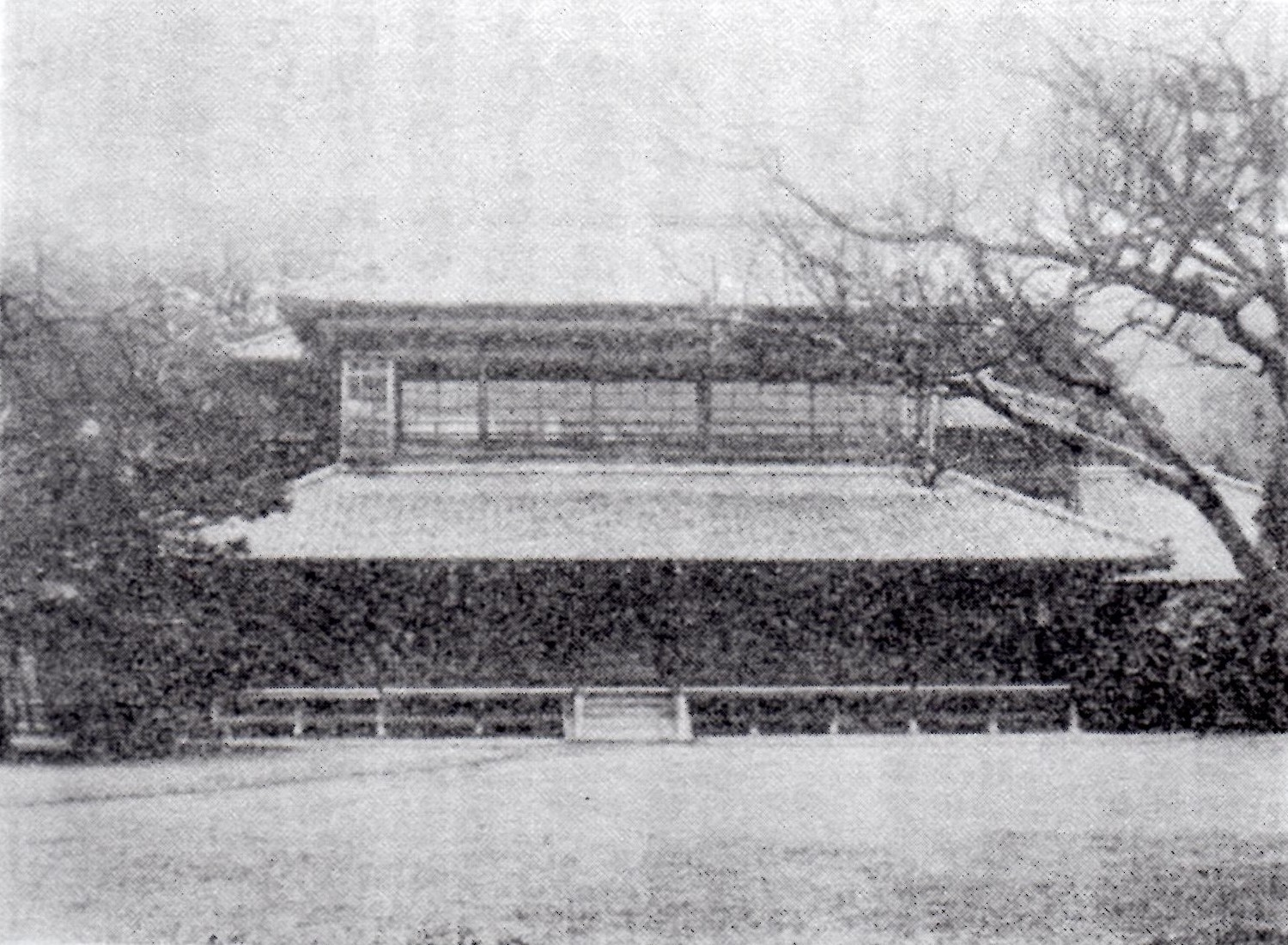
熱海御用邸

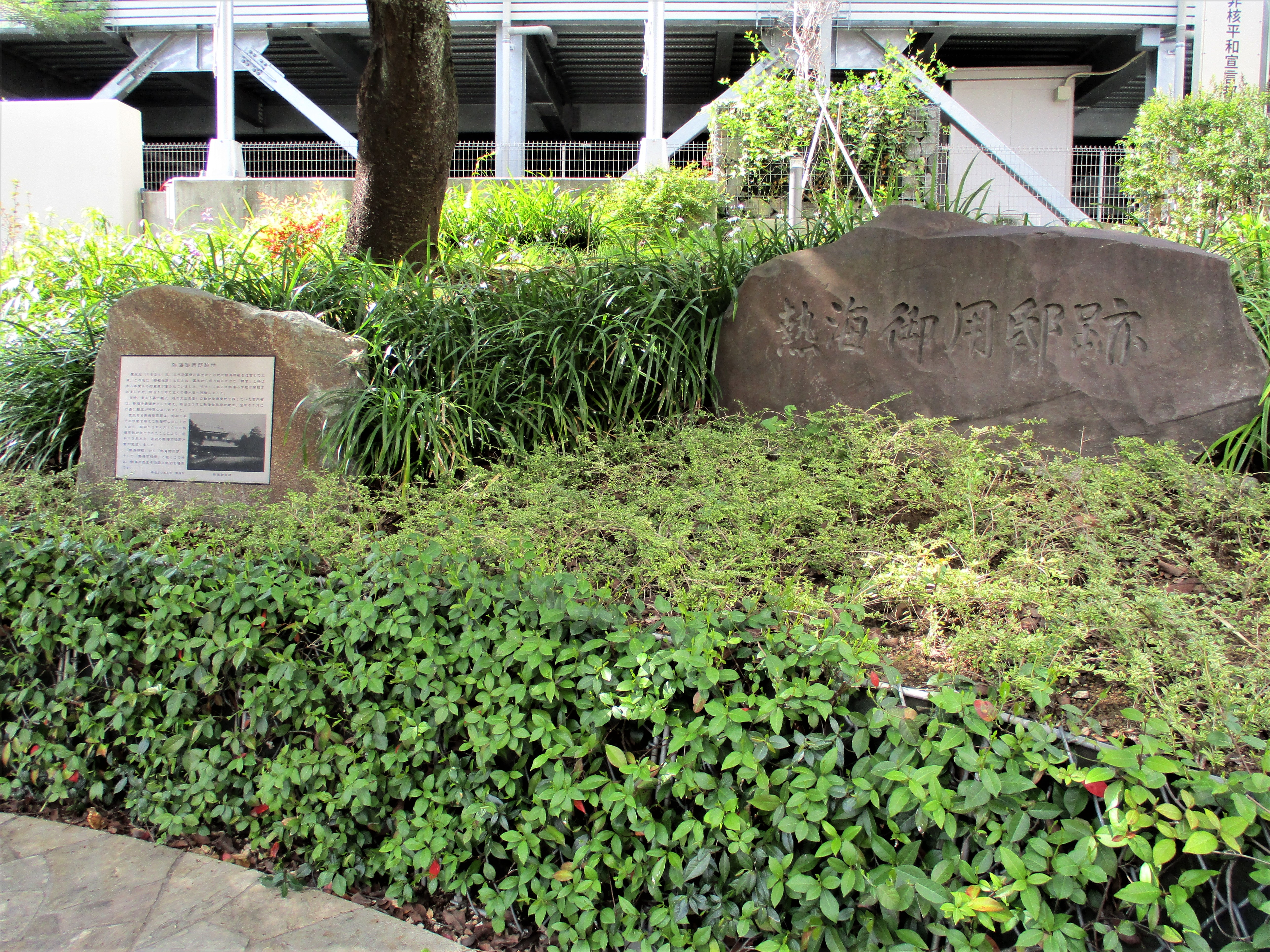
熱海御用邸跡の石碑（2021年4月）

熱海御用邸（あたみごようてい）は、1888年（明治21年）、明治天皇の皇太子・明宮嘉仁親王（大正天皇）の避寒のため、静岡県田方郡熱海町（現熱海市）に造営された御用邸。1928年（昭和3年）に廃止された。

## 御用邸の造営
熱海は、古来より温泉保養地として著名であった。幼少期の明宮嘉仁親王（のちの大正天皇）は虚弱であったため、宮内省は親王のための転地療養地を選定していた。そこで、嘉仁親王の養育主任・曾我祐準は、熱海温泉におけるリュウマチ療養の経験に基づいて推挙したことから、熱海に御用邸が造営されることになった。
1883年（明治16年）6月、宮内省は代替地として岩崎弥太郎から2610坪を無償取得し、1884年（明治17年）7月には隣地727坪を買い上げたうえで、1888年（明治21年）9月に起工、1889年（明治22年）に竣工した。総面積は4017坪、建坪が約428坪で、御殿を除いて全て平屋であった。邸内には「大湯」が引湯されており、また、馬場も設けられていた。
大正天皇（明宮嘉仁親王）は冬期の避寒を主として利用した。1911年（明治44年）1月には、皇太子であった昭和天皇や高松宮、秩父宮の皇孫が滞在するなど、各皇族の避寒目的にも供された。

## 御用邸の廃止
1928年（昭和3年）、熱海市役所に払い下げられた結果、御用邸は廃された
（宮内省による書類上の廃止決定は1930年（昭和5年）である）。
1936年（昭和11年）から戦時中までは熱海市立図書館が旧御用邸内に入っていた。現在の跡地には熱海市役所が立地している。

## 備考
- 造営当時、熱海には鉄道が敷設されていなかったため、曾我祐準は明宮嘉仁親王（大正天皇）を抱きかかえながら、小田原から人力車で熱海入りしている。
- 滞在中の大正天皇（明宮嘉仁親王）に関するエピソードが伝わる。相撲が好きであった天皇は、近隣の漁師の子を対戦相手として相撲に興じた。役人は、漁師の子に対して予めに負けるよう言い含めたものの、漁師の子は勝負に熱くなり、天皇を投げ飛ばしてしまって役人が恐懼した話、近隣にあった和菓子屋の団子や旅館のナツミカンを強く所望して役人を困らせた話などが伝わる。